# البندقية هووا نوع 89
بندقية هووا نوع 89 (باليابانية 89 銃 小 銃 hachi-kyū-shiki-shōjū)، وهو بندقية هجومية يابانية تستخدمها قوات الدفاع الذاتي اليابانية، ووحدات فريق الأمن الخاص لخفر السواحل الياباني، وفريق الأمن الخاص والقوات الخاصة. لم يتم تصديرها خارج اليابان بسبب سياستها الصارمة ضد تصدير الأسلحة.معروفة في الجيش اليابانى باسم Buddy.
و قد حل النوع 89 مَحل البندقية Howa نوع 64 بندقية.

## التاريخ
خلال حرب فيتنام، إستبدل الجيش الأمريكي البندقية الهجومية M14 ب M16 لمجموعة متنوعة من الأسباب، واحدة من أهمها ميزة ارتفاع معدل إطلاق النار، وخفة الوزن، وانخفاض ارتداد خرطوشة حلف الناتو 5.56 × 45mm عن ارتداد خرطوشة 7.62 × 51mm. على الرغم من إنها أدت إلي فلة المدى الفعال للمشاة خلال تبادل إطلاق النار، أصبحت الخرطوشة 5.56 × 45 ملم (SS109) في نهاية المطاف معيار نوع الذخيرة لجميع البنادق الهجومية لأعضاء حلف الناتو. وفقا لذلك، بدأت وكالة الدفاع اليابانية في تطوير الجيل الجديد من بالندقية الهجومية لتحل محل بندقية «نوع 64» ذات الخرطوشة 7.62 × 51mm بعد 25 سنة من الخدمة.
تم بدأ التطوير في المقام الأول من قبل شركة Howa لحياذتها مسبقاً على رخصة لتصنيع نسخة البندقية AR-180 من بندقية Armalite AR-18 لأغراض تجارية. ومن أجل تحديد مدى ملاءمة البندقية، صدرت أعداد محدودة إلى قوات الدفاع الذاتي اليابانية لأغراض الاختبار الميداني. بعد أن تم فحص البيانات التي تم جمعها من مرحلة الاختبار الميداني لل AR-18، بدأ التطوير الرسمي للجيل الجديد للبندقية الهجومية. كانت ال HR-15 أول نسخة من البندقية التجريبية التي ستصبح في نهاية المطاف النوع 89، ولكن تم تطويرها بالتزامن مع HR-10 و HR-11 و HR-13 بحلول عام 1989.

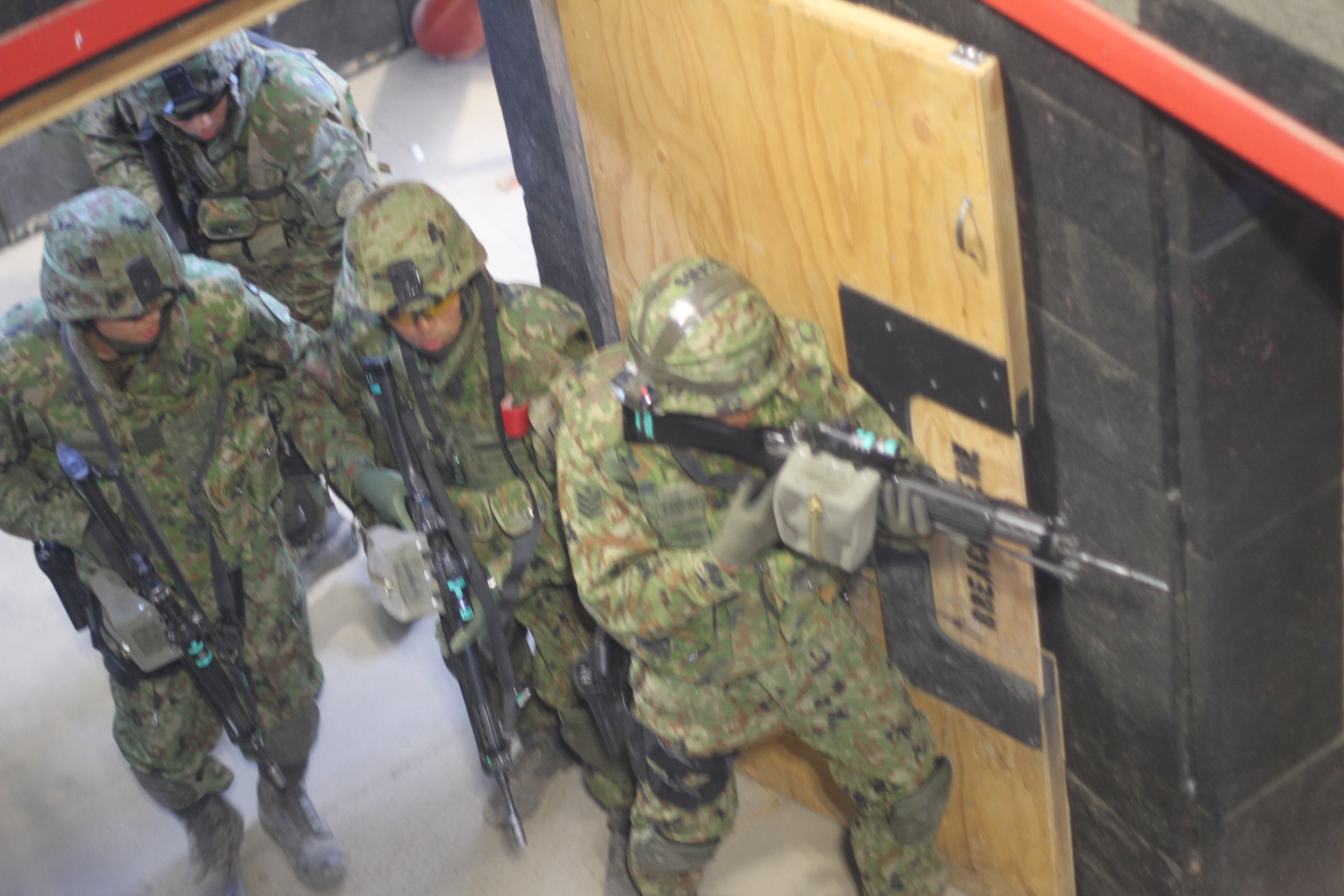
جنود قوات الدفاع الذاتي اليابانية (JGSDF) تمارس تكتيكات CQB في مبنى التدريب القتالي التابع لمركز ياكيما للتدريب ، المسلح بنوع 89.

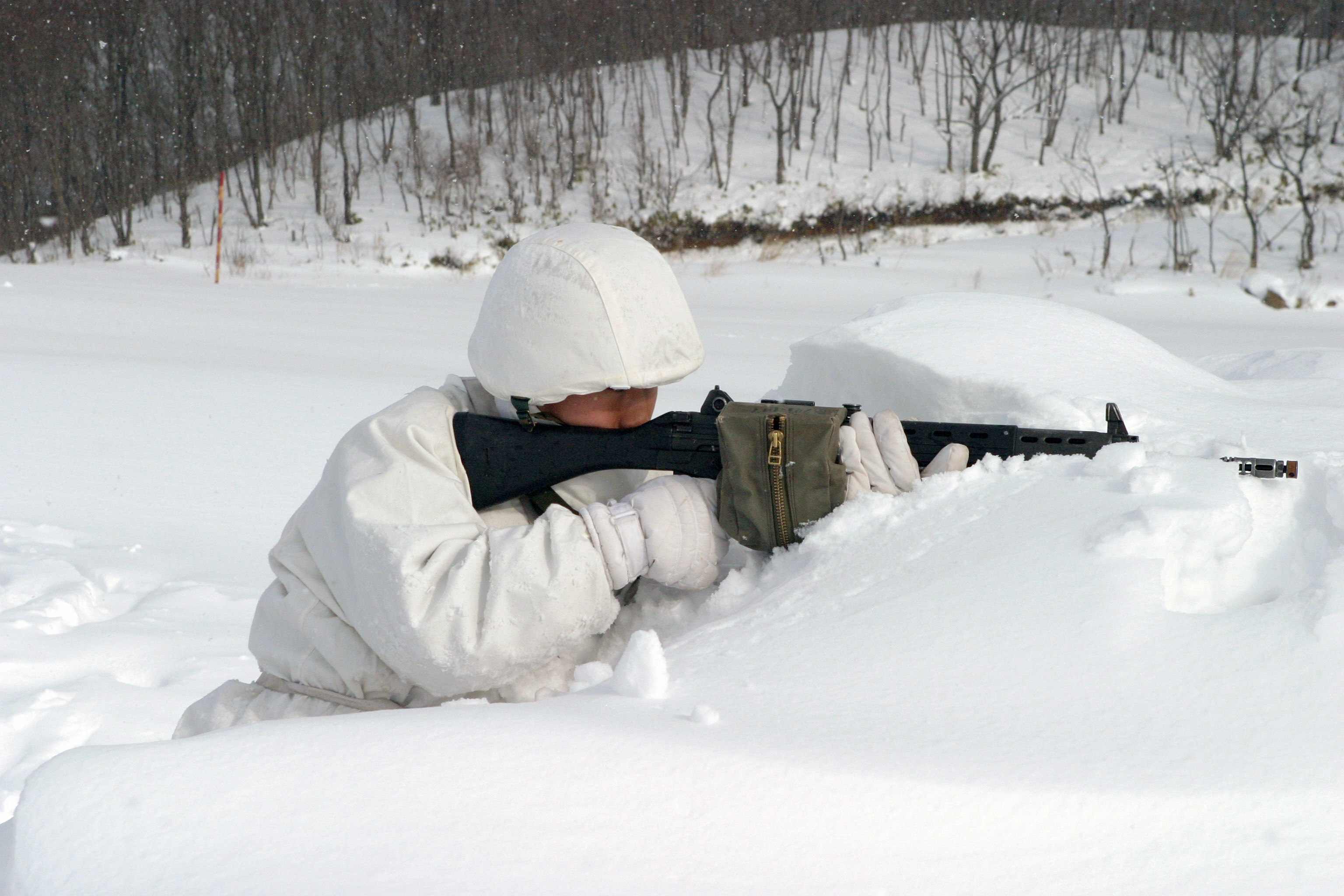
جندي من فوج المشاة العشرين في منطقة مناورة أوجوبيبارا في سينداي باليابان خلال التمرين بغابة عام 2004.

- واحدة من أهم ميزات بندقية النوع 89 على النوع 64 هي القدرة على تخفيف الِحمل على الجندي فيما يتعلق بكمية الذخيرة التي يمكنه حملها. أيضا، نظرا لاستخدام الألومنيوم والبلاستيك اللدن بالحرارة بدلاَ من استخدام الصلب والخشب في صناعة بندقية النوع 64, مما أدى إلي زيادة سرعة رد فعل الجندي على التهديد.

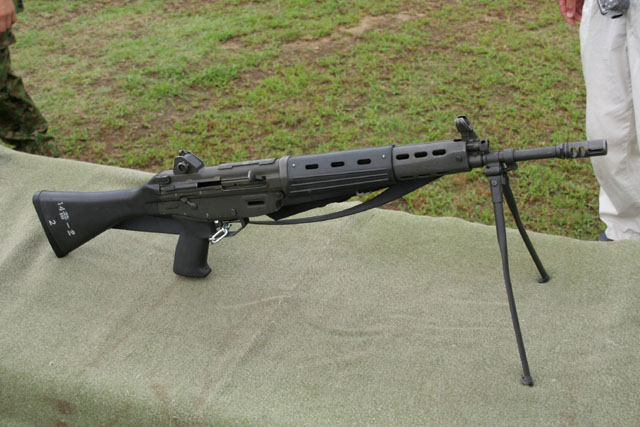
بندقية النوع 89

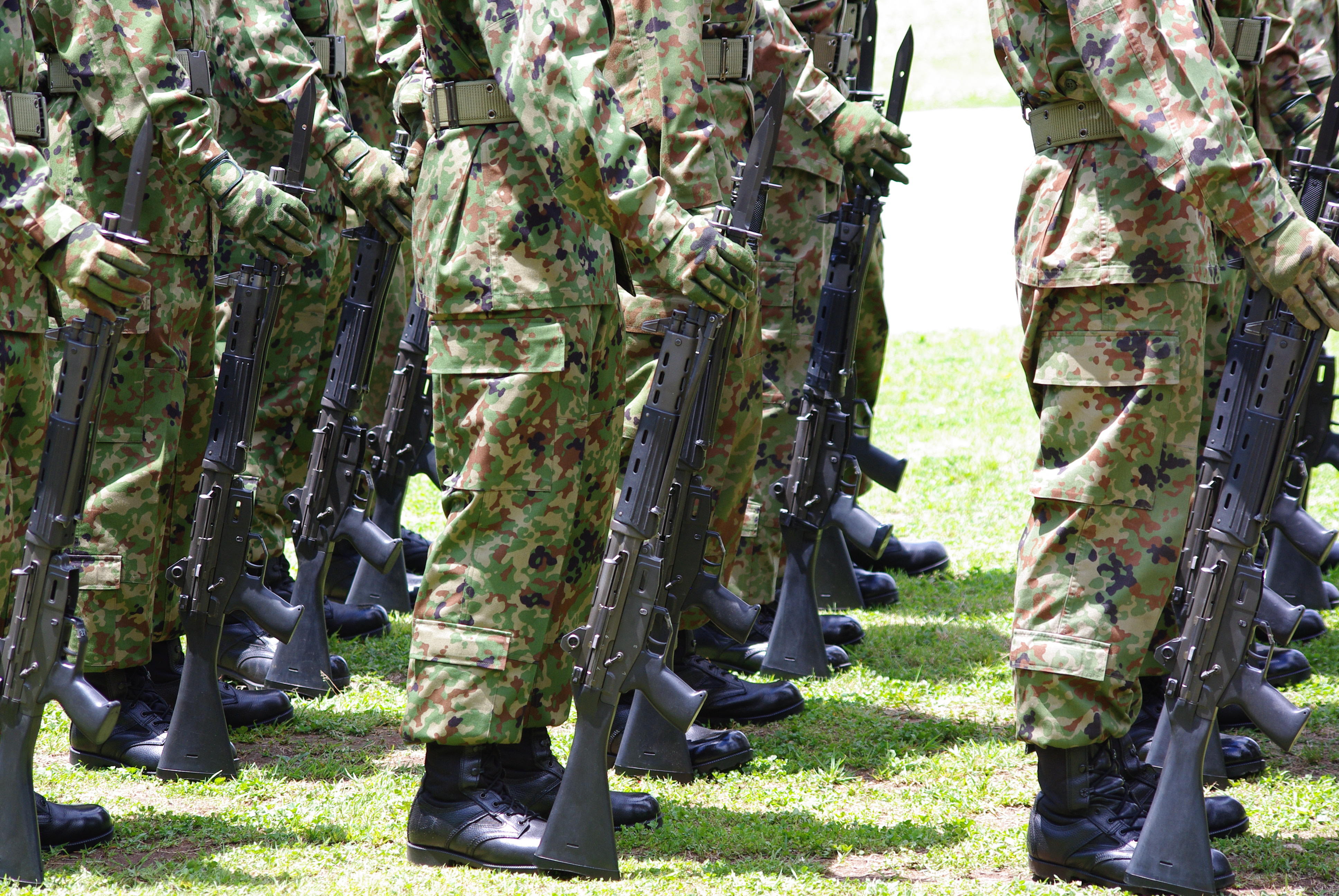
جندي قوات الدفاع الذاتى من فوج المشاة الثاني ، مع بندقية نوع 89 الخاصة بهم.